# Geedo
Geedo er en officiel territorial enhed i det sydlige Somalia, hvor hovedbyen er Garbahaareey. Geedo grænser op til Etiopien, Kenya og de somaliske territoriale enheder Bakool, Baay, Jubbada Dhexe og Jubbada Hoose.
2°26′17″N 41°29′3″Ø / 2.43806°N 41.48417°Ø